# Bahnstrecke North Grafton–Milford
| Streckenlänge: | 26 km                      |                                |                                |
| Spurweite: | 1435 mm (Normalspur)       |                                |                                |
| Zweigleisigkeit: | –                          |                                |                                |
| |                            |                                |                                |
| Gesellschaft: | Grafton and Upton Railroad |                                |                                |
| \| \| \| von Boston \| \| \| \| \| nach Worcester \| \| \| \| \| Straßenbahn Worcester \| \| \| \| 0 \| North Grafton MA (Keilbahnhof) \| North Grafton MA (Keilbahnhof) \| \| \| \| Verbindung nach Worcester \| \| \| \| \| Interstate 90 \| \| \| \| 5 \| Grafton MA \| Grafton MA \| \| \| \| Beginn Straßenbahn \| \| \| \| \| Strab. entlang Williams St. \| \| \| \| \| Strab. entlang Main St. \| \| \| \| \| West River \| \| \| \| 13 \| West Upton MA \| West Upton MA \| \| \| \| Strab. entlang Milford St. \| \| \| \| 15 \| Upton MA \| Upton MA \| \| \| \| Strab. entlang Brooks St. \| \| \| \| \| \| \| \| \| \| Ende Straßenbahn \| \| \| \| \| M&U \| \| \| \| 23 \| Hopedale MA \| Hopedale MA \| \| \| \| MAW (South Main Street) \| \| \| \| 25 \| Milford MA (GU-Bahnhof) \| Milford MA (GU-Bahnhof) \| \| \| \| von Franklin \| \| \| \| 26 \| Milford MA (CSXT) \| Milford MA (CSXT) \| \| \| \| nach Framingham und Ashland \| \| |                            |                                |                                |
| Strecke |                            | von Boston                     | von Boston                     |
| Abzweig geradeaus und nach rechts |                            | nach Worcester                 | nach Worcester                 |
| Kreuzung mit U-Bahn (Querstrecke außer Betrieb) |                            | Straßenbahn Worcester          | Straßenbahn Worcester          |
| Dienststation / Betriebs- oder Güterbahnhof | 0                          | North Grafton MA (Keilbahnhof) | North Grafton MA (Keilbahnhof) |
| Abzweig geradeaus und ehemals von rechts |                            | Verbindung nach Worcester      | Verbindung nach Worcester      |
| Strecke mit Straßenbrücke |                            | Interstate 90                  | Interstate 90                  |
| Dienststation / Betriebs- oder Güterbahnhof | 5                          | Grafton MA                     | Grafton MA                     |
| Abzweig mit U-Bahn geradeaus und ehemals nach links · U-Bahn-Strecke von rechts (außer Betrieb) |                            | Beginn Straßenbahn             | Beginn Straßenbahn             |
| Strecke · U-Bahn-Strecke (außer Betrieb) |                            | Strab. entlang Williams St.    | Strab. entlang Williams St.    |
| Strecke · U-Bahn-Strecke (außer Betrieb) |                            | Strab. entlang Main St.        | Strab. entlang Main St.        |
| Brücke über Wasserlauf · U-Bahn-Brücke über Wasserlauf (Strecke außer Betrieb) |                            | West River                     | West River                     |
| Betriebs-/Güterbahnhof Strecke ab hier außer Betrieb · U-Bahn-Strecke (außer Betrieb) | 13                         | West Upton MA                  | West Upton MA                  |
| Strecke (außer Betrieb) · U-Bahn-Strecke (außer Betrieb) |                            | Strab. entlang Milford St.     | Strab. entlang Milford St.     |
| Dienststation / Betriebs- oder Güterbahnhof (Strecke außer Betrieb) · U-Bahn-Strecke (außer Betrieb) | 15                         | Upton MA                       | Upton MA                       |
| Strecke (außer Betrieb) · U-Bahn-Strecke (außer Betrieb) |                            | Strab. entlang Brooks St.      | Strab. entlang Brooks St.      |
| Abzweig mit U-Bahn geradeaus und nach links (Strecke außer Betrieb) · U-Bahn-Abzweig geradeaus und nach rechts (Strecke außer Betrieb) |                            |                                |                                |
| Abzweig mit U-Bahn geradeaus und von links (Strecke außer Betrieb) · U-Bahn-Strecke nach rechts (außer Betrieb) |                            | Ende Straßenbahn               | Ende Straßenbahn               |
| Kreuzung mit U-Bahn (Strecken außer Betrieb) |                            | M&U                            | M&U                            |
| Dienststation / Betriebs- oder Güterbahnhof (Strecke außer Betrieb) | 23                         | Hopedale MA                    | Hopedale MA                    |
| Kreuzung mit U-Bahn (Strecken außer Betrieb) |                            | MAW (South Main Street)        | MAW (South Main Street)        |
| Bahnhof (Strecke außer Betrieb) | 25                         | Milford MA (GU-Bahnhof)        | Milford MA (GU-Bahnhof)        |
| Abzweig ehemals geradeaus und von rechts |                            | von Franklin                   | von Franklin                   |
| Betriebs-/Güterbahnhof Strecke ab hier außer Betrieb | 26                         | Milford MA (CSXT)              | Milford MA (CSXT)              |
| Abzweig geradeaus und nach rechts (Strecke außer Betrieb) |                            | nach Framingham und Ashland    | nach Framingham und Ashland    |

Die Bahnstrecke North Grafton–Milford ist eine eingleisige Eisenbahnstrecke in Massachusetts (Vereinigte Staaten). Sie ist 26 Kilometer lang und verbindet die Städte Grafton, Upton, Hopedale und Milford. Die Strecke gehört der Grafton and Upton Railroad, die zwischen North Grafton und West Upton regulären Güterverkehr betreibt. Der übrige Abschnitt ist derzeit nicht befahrbar, jedoch nicht offiziell stillgelegt, und wird derzeit wieder für den Betrieb hergerichtet. 

## Geschichte
Die wechselvolle Geschichte der Bahnstrecke begann am 22. Oktober 1873 damit, dass die Grafton Centre Railroad Company die Konzession für den Bau einer schmalspurigen Stichstrecke vom Bahnhof New England Village (heute North Grafton) an der Bahnstrecke Boston–Worcester der Boston and Albany Railroad nach Grafton Centre erhielt. Die Strecke wurde in drei Fuß (914 mm) Spurweite am 20. August 1874 eröffnet. Einziges Fahrzeug der Bahn war anfangs ein Dampftriebwagen, der auf der Strecke pendelte.
Nach einem Besitzerwechsel Anfang 1887 fasste die Bahngesellschaft den Beschluss, den Betrieb auszudehnen und stellte am 9. Juli des Jahres zunächst den Betrieb ein. Die Bahnstrecke wurde auf Normalspur umgespurt und am 1. September wiedereröffnet. Um die Verlängerungsabsichten auch im Firmennamen zu repräsentieren, wurde die Gesellschaft am 17. Februar 1888 in Grafton and Upton Railroad umbenannt. Diesen Namen trägt sie noch heute. Am 12. März 1889 ging die Verlängerung nach West Upton in Betrieb. Die Strecke von dort bis Milford wurde am 17. Mai 1890 offiziell eröffnet und der reguläre Verkehr begann am nächsten Tag, nachdem bereits ab Januar provisorischer Güterverkehr stattgefunden hatte.
Nachdem die Bahngesellschaft eine elektrische Straßenbahnstrecke durch Upton von der Williams Street in West Upton zur Brook Street gebaut hatte, elektrifizierte sie auch ihre Eisenbahnstrecke. Der elektrische Personenverkehr von North Grafton nach Milford wurde am 23. Juni 1902 aufgenommen. Zwischen West Upton und Upton benutzten die Triebwagen die neue Straßenbahnstrecke. Die beiden dafür benötigten Triebwagen wurden von der Milford and Uxbridge Street Railway geliehen. Der Güterverkehr wurde weiterhin mit Dampflokomotiven abgewickelt, die Güterzüge fuhren nur nachts einmal pro Richtung. Am 22. April 1919 wurde der Dampfbetrieb jedoch eingestellt und auch die Eisenbahnstrecke zwischen West Upton und Upton elektrifiziert. Zwei elektrische Lokomotiven übernahmen die Zugleistungen im Güterverkehr. Ab dem 1. Juni 1919 fuhren auch die Personentriebwagen über die Eisenbahnstrecke und die Straßenbahn durch Upton wurde stillgelegt und im folgenden Jahr abgebaut.
Nachdem die Milford&Uxbridge Street Railway ihre Fahrzeuge und Strecken außer Betrieb nahm, stellte die Bahngesellschaft zum 31. August 1928 notgedrungen ebenfalls den Personenverkehr ein. Ein von der Straßenbahn Worcester übernommener Stückguttriebwagen führte nun den Post- und Stückguttransport auf der Strecke durch. Am 3. Juli 1946 stellte die Bahn den elektrischen Betrieb ein und fuhr ab dem folgenden Tag wieder mit einer von der Boston&Albany geliehenen Dampflokomotive. Bereits etwa am 25. Juli wurden zwei neue Diesellokomotiven in Betrieb genommen und der Dampfbetrieb eingestellt.
Mitte der 1970er Jahre stellte die Bahn den Betrieb zwischen Hopedale und Milford ein. Ein Bahnübergang über den Highway 16 wurde Mitte der 1980er Jahre überteert, sodass diese Strecke seither nicht mehr befahrbar ist. Später wurden auch die Gleise in Milford entfernt, obwohl keine offizielle Stilllegung erfolgte. Ab 1988 fuhren die Züge nur noch bis Grafton Centre, jedoch ab Oktober 1993 wieder bis West Upton. Ende der 1990er Jahre wurde zwischen Grafton Centre und West Upton der Verkehr erneut eingestellt. Die Bahngesellschaft wurde 2008 an einen neuen Eigentümer verkauft, der plant, den Verkehr wieder bis Milford auszudehnen. Zunächst wurde der Abschnitt bis West Upton restauriert und im Oktober 2011 ging das neue Envirobulk transload terminal in West Upton in Betrieb, wo seither Fracht von der Schiene auf die Straße umgeladen wird.

## Streckenbeschreibung
Die Strecke zweigt in North Grafton aus der Hauptstrecke Boston–Worcester ab. Die Verbindungskurve in Richtung Worcester ist abgebaut. Am viergleisigen Güterbahnhof befindet sich auch die Verwaltung der Betreibergesellschaft. Die Strecke verläuft kurvenreich in südliche Richtung durch das Stadtgebiet von Grafton. In Grafton Centre befindet sich am Ort des früheren Bahnhofs eine Ladestelle. Die Trasse verläuft nun weiter durch ein Waldgebiet am West-River-Stausee vorbei. Südlich des Sees zweigte von 1902 bis 1919 an der Williams Street die Straßenbahn ab, über die in dieser Zeit der Personenverkehr abgewickelt wurde. Diese verlief durch die Williams, Main, Milford und Brooks Street, während die Eisenbahnstrecke an den Bahnhöfen West Upton und Upton vorbeiführte. In West Upton endet heute das befahrbare Gleis, hier wurde von 2009 bis 2011 ein neuer Güterbahnhof gebaut. Wenige hundert Meter östlich des Bahnhofs Upton mündete die Straßenbahnstrecke in einem Gleisdreieck wieder in die Bahnstrecke ein.
Die Bahnstrecke verläuft nun kurvenreich weiter durch ein ausgedehntes Waldgebiet nach Hopedale, wo sie in nordöstliche Richtung abbiegt. An der South Main Street befand sich der Endbahnhof der Strecke und ein Verbindungsgleis führt von dort weiter zum Bahnhof Milford der CSX Transportation. Dieses Gleis ist seit den 1980er Jahren abgebaut.

## Personenverkehr
1893 verkehrten fünf Zugpaare an Werktagen von North Grafton nach Milford sowie ein werktägliches Zugpaar von North Grafton bis Grafton Centre. Nach der Elektrifizierung verkehrten bis zur Einstellung des Personenverkehrs 1928 stündlich Triebwagen von North Grafton nach Milford, und zwar bis 1919 über die Straßenbahnstrecke in Upton, nach deren Stilllegung über die Bahnhöfe West Upton und Upton.